# Nama (taal)

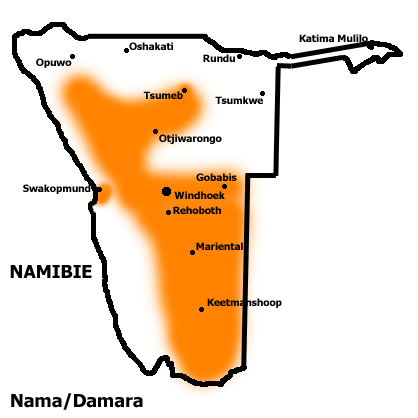
Verspreidingsgebied Nama/Damara in Namibië

Nama (officiële naam Khoekhoegowab) is een Khoisantaal die wordt gesproken door de Nama en Damara in Namibië, Botswana en Zuid-Afrika. Er zijn meer dan 250.000 mensen met Nama als moedertaal. Andere benamingen voor Nama zijn onder meer Nama/Daitmara, Namakwa, Namaqua, Bergdamara en Tama.
Nama is verwant aan de taal van de Hai//om San.

## Klanken
Met acht klinkers en 31 medeklinkers heeft het Nama een voor Khoisan-talen bescheiden klankenspectrum (vergeleken met de 128 van het !Xóõ).

### Melodie
Bij de Nama-taal zijn drie tonen beschreven, /á, ā, à/ of /a̋, á, à, ȁ/, die kunnen voorkomen bij elke mora (klinkers en eind-nasale medeklinkers). De hoge toon is hoger als hij voorkomt op een van de hoge klinkers (/í ú/) of bij een nasale (/ń ḿ/), dan op midden- of lage klinkers (/é á ó/).
De tonen combineren tot een beperkt aantal "toonmelodieën", die sandhi-vormen hebben bij bepaalde syntactische combinaties. De belangrijkste melodieën, in hun uitspraak en belangrijkste sandhi-vormen, zijn als volgt:
| Spraak | sandhi | Betekenis                          | Melodie      |
| ------ | ------ | ---------------------------------- | ------------ |
| ǃ̃ˀȍm̀s  | ǃ̃ˀòm̏s  | butting, hitting s.t.              | low          |
| ǃ̃ˀȍḿs  | ǃ̃ˀȍḿs  | an udder                           | low rising   |
| ǃ̃ˀòm̀s  | ǃ̃ˀòm̀s  | forcing out of a burrow            | mid          |
| ǃ̃ˀòm̋s  | ǃ̃ˀòm̀s  | a pollard                          | high rising  |
| ǃ̃ˀóm̀s  | ǃ̃ˀóm̏s  | coagulating, prizing out [a thorn] | low falling  |
| ǃ̃ˀőḿs  | ǃ̃ˀóm̀s  | a fist                             | high falling |

### Klinkers en diftongen
Bij de klinkers zijn er vijf vocale kwaliteiten (a, e, i, o, u), waarvan er drie (ã, ĩ, ũ) nasaal kunnen zijn. Die klinkers kunnen lang of kort zijn.
Uit de klinkers worden talrijke dubbelklanken (diftongen) gevormd: [əi] [ae] [əu] [ao] [ui] [oa] [oe] en ook de nasale [ə̃ĩ] [ə̃ũ] [ũĩ] [õã].
 De klank [ə] is fonematisch gelijk aan /a/.
Verder zijn er tonen te onderscheiden: stijgend, vlak en dalend. Meestal schrijft men de stijgende toon met het accent á, en de dalende toon met het accent à. De vlakke toon wordt slechts zelden geschreven.

### Medeklinkers
Van de 31 medeklinkers zijn er 20 kliks.

#### Niet-kliks
[p] wird [β] ausgesprochen und [t] zwischen Vokalen als [ɾ].
|           | bilabiaal | alveolaar | velaar | glottaal |
| plosief   | [p] ~ [β] | [t] ~ [ɾ] | [k]    | [ʔ]      |
| affricaat |           | [t͡s]      | [k͡x]   |          |
| fricatief |           | [s]       | [x]    | [h]      |
| nasaal    | [m]       | [n]       |        |          |

#### Kliks
Kliks kunnen dentaal, lateraal, alveolaar of palataal zijn, zij kunnen met plosieven, geaspireerde plosieven, plosieven met glottis, nasalen en geaspireerde nasalen samen gaan (dus 4 klikposities × 5 begeleiders = 20 mogelijke klik-vormen).
De geaspireerde kliks worden vaak als affricaten (gecombineerde plosief- en wrijfklank) uitgesproken. Das betekent, dat /k!ˣ/ van [kǃʰ] tot [kǃx] uitgesproken kan worden.
|                                          | affricaat Kliks | affricaat Kliks | 'scherpe' kliks | 'scherpe' kliks | Schrijfwijze (met "ǃ") |
| dentaal                                  | alveolaar       | Alveo-palataal  | palataal        |                 | Schrijfwijze (met "ǃ") |
| plosief                                  | [kǀ]            | [kǁ]            | [kǃ]            | [kǂ]            | <ǃ> of <ǃg>            |
| geaspireerde plosieven                   | [kǀˣ]           | [kǁˣ]           | [kǃˣ]           | [kǂˣ]           | <ǃx> of <ǃk>           |
| Nasaal                                   | [ŋǀ]            | [ŋǁ]            | [ŋǃ]            | [ŋǂ]            | <nǃ> of <ǃn>           |
| Stemloos nasaal met vertraagde aspiratie | [ŋ̊ǀʰ]           | [ŋ̊ǁʰ]           | [ŋ̊ǃʰ]           | [ŋ̊ǂʰ]           | <ǃh>                   |
| plosief met Glottis                      | [kǀʔ]           | [kǁʔ]           | [kǃʔ]           | [kǂʔ]           | <ǃ’> of <ǃ>            |